# Sorvete de máquina

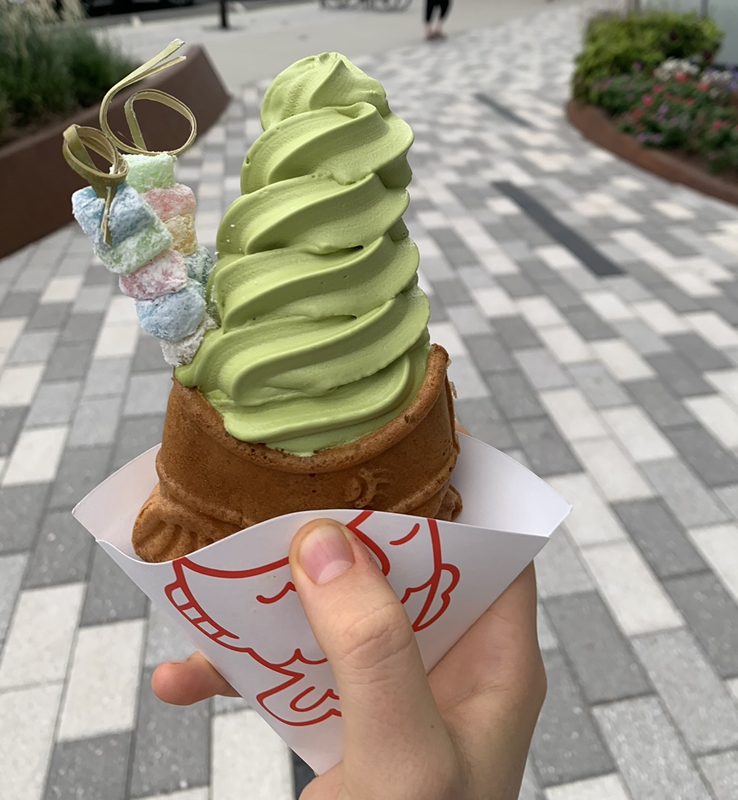
Sorvete Taiyaki com sabor de Matchá produzido por máquina.

O Sorvete de máquina ou sorvete expresso é qualquer sorvete produzido e montado por uma máquina especializada na produção de sorvetes, onde normalmente os sorvetes de máquina são produzidos na hora e podem ser encontrados em Shoppings Centers, áreas de cidades com uma grande densidade populacional e com franquias famosas de alimentos (como McDonald's, Bob's ou Burger King).
onde são normalmente preparados com uma casquinha de sorvete e feitos normalmente com sabores tradicionais de sorvete (como baunilha, chocolate ou morango).
As máquinas de sorvetes são as máquinas responsáveis por produzir os sorvetes de máquina, onde elas funcionam com uma mistura de leite integral, açúcar e flavorizante que é congelada em um cilindro refrigerado e quando congeladas são batidas por uma batedeira e no processo, ar de uma bomba de ar é adicionado no sorvete, onde os cilindros refrigerados podem ser limpos com calefação.
Onde a nomenclatura "Expresso" ou "Express" dado no nome juntamente no nome do sorvete de máquina se refere à rápida velocidade da produção e preparo desses sorvetes e a produção deles sobre casquinhas de sorvete e feita diretamente pela máquina.